# سیارک ۲۳۵۴۷
سیارک ۲۳۵۴۷ (به انگلیسی: 23547 Tognelli، نامگذاری:1994DG) بیست و سه هزار و پانصد و چهل و هفتمین سیارک کشف شده‌است که در ۱۷ فوریه ۱۹۹۴ کشف شد.